# 557e Infanteriedivisie (Duitsland)
De Duitse 557e Infanteriedivisie (Duits: 557. Infanterie-Division) was een Duitse infanteriedivisie tijdens de Tweede Wereldoorlog. De divisie werd opgericht op 15 februari 1940 en deed uitsluitend dienst aan het westfront.
Op 15 februari werd de divisie opgericht uit de Divisionstab z.b.V. 427 als onderdeel van de 9. Welle. De eenheid werd belast met de verdediging van de Westwall aan de Oberrhein.  Na de Slag om Frankrijk, waar het als onderdeel van het 7e Leger aan deelnam, werd de divisie op 13 augustus 1940 ontbonden.

## Commandanten
| Naam            | Rang            | Begin            | Eind             |
| --------------- | --------------- | ---------------- | ---------------- |
| Hermann Kuprion | Generalleutnant | 12 februari 1940 | 13 augustus 1940 |

## Samenstelling
- Infanterie-Regiment 632
- Infanterie-Regiment 633
- Infanterie-Regiment 634
- Artillerie-Regiment 557
  - I. Abteilung
  - II. Abteilung
  - III. Abteilung
- Beobachtungs-Abteilung 557
- Nachrichten-Kompanie (later, Abteilung) 557
- Versorgungseinheiten 557